# Larry Lansburgh
 Lawrence Muzzy Lansburgh dit Larry Lansburgh est un producteur et un scénariste américain né le 18 mai 1911 à  San Francisco et mort à 25 mars 2001 à  Eagle Point (Oregon).

## Biographie
Il est le fils de l'architecte G. Albert Lansburgh. Il commence sa carrière comme cadreur sur les films en prises de vue réelle des studios Disney. Au début des années 1950, Lansburgh qui avait participé depuis les années 1940 à plusieurs productions du studio Walt Disney Pictures comme Danny, le petit mouton noir (1948) et Stormy  (1954), propose une histoire qu'il a écrite à Walt Disney, La Revanche de Pablito. Disney accepte l'histoire, confie son développement à Bill Walsh et la production à Lansburgh qui part au Mexique pour le tourner.
En 1998, il reçoit une Disney Legend.

## Filmographie
- 1942 : Saludos Amigos – comme cadreur (non crédité)
- 1944 : Les Trois Caballeros – comme assistant de production
- 1948 : Danny, le petit mouton noir – comme directeur technique
- 1950 : Charlie McCarthy and Mortimer Snerd in Sweden – comme réalisateur
- 1950 : Stranger in the Lighthouse – comme réalisateur
- 1951 : Mystery Lake – comme producteur et réalisateur
- 1952 : Desert Killer – comme producteur
- 1953 : Les Chasseurs de têtes (Jungle Headhunters) – comme auteur
- 1954 : Stormy, the Thoroughbred with an Inferiority Complex (court métrage) – comme réalisateur et cadreur
- 1954 : Beauty and the Bull (court métrage) – comme réalisateur
- 1955 : La Revanche de Pablito – comme auteur
- 1956 : Cow Dog – comme réalisateur, auteur et producteur
- 1957 : The Wetback Hound – comme réalisateur et producteur
- 1960 : The Horse with the Flying Tail – comme réalisateur et producteur
- 1966 : Rodéo fantastique (Run, Appaloosa, Run) – comme réalisateur et auteur
- 1968 : Le Cheval aux sabots d'or (The Horse in the Gray Flannel Suit) – comme réalisateur seconde équipe
- 1969 : Hang Your Hat on the Wind– comme réalisateur, producteur et auteur

### Télévision
- 1971 : Hacksaw  – comme réalisateur et producteur
- 1973 : Chester, Yesterday's Horse  – comme réalisateur
- 1974 : Runaway on Rogue River  – comme réalisateur et auteur
- 1976 : Dawn Flight – comme producteur